# Salcano
Salcano (in sloveno Solkan; in friulano Salcan) è un centro abitato della Slovenia, frazione del comune di Nova Gorica. Situato al confine con l'Italia sulle rive del fiume Isonzo, forma un'unica area urbana con Nova Gorica, anche se per questioni storiche e culturali ha mantenuto un'identità separata da essa. È sede di una delle 19 comunità locali in cui si suddivide il comune.

## Storia
L'origine del nome Solkan non è slava, bensì romana, e alcuni ritrovamenti archeologici sembrano dimostrare che la zona era abitata anche nella preistoria, circa 15.000 anni fa. Una teoria degli studiosi è che nella zona era situata, 3400 anni fa, Noreia, capitale del Norico.

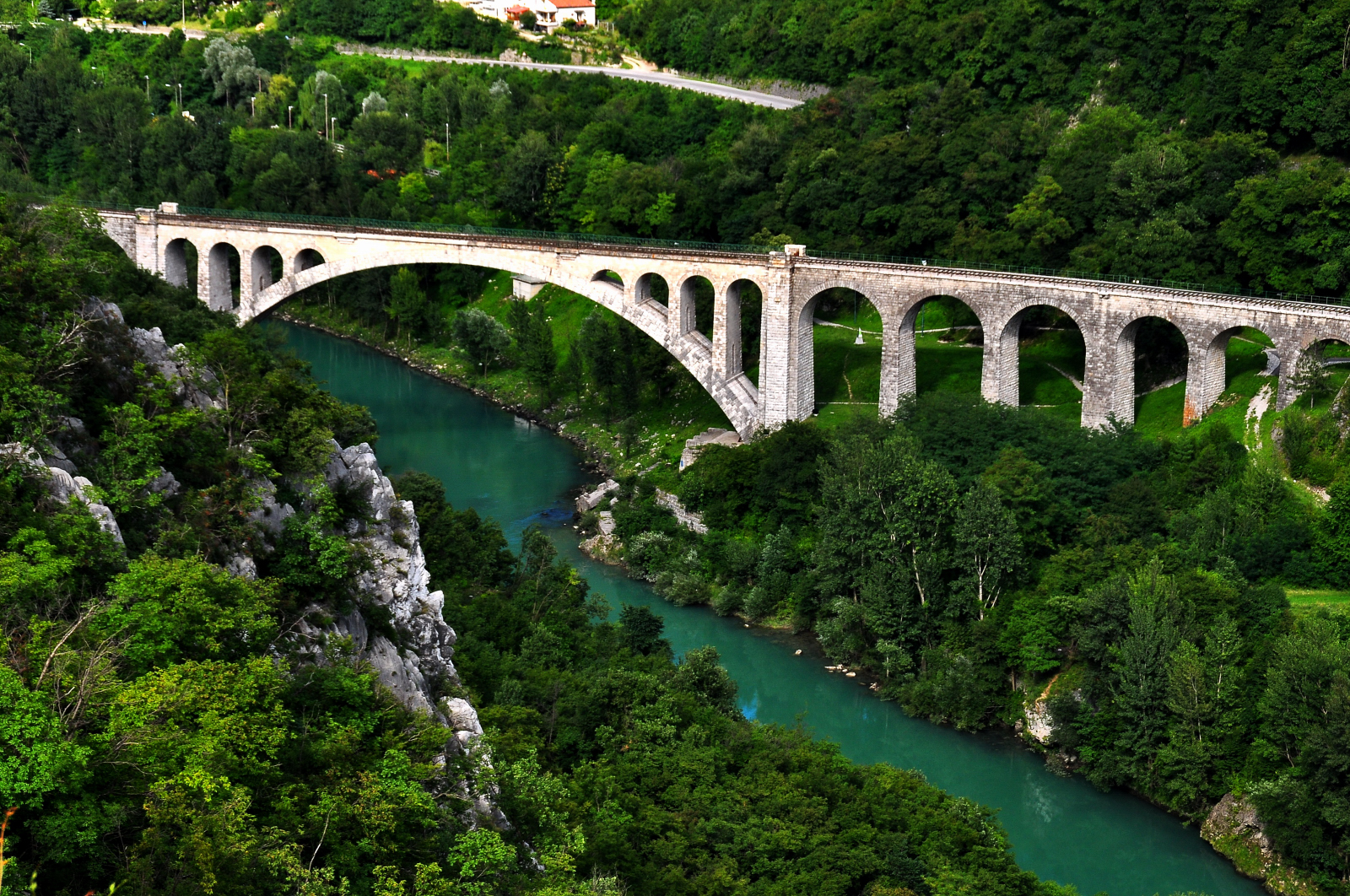
Lo storico ponte ferroviario di Salcano

Dopo la caduta dell'Impero romano d'Occidente, e la parentesi del Regno ostrogoto, a seguito della Guerra gotica (553) promossa dall'imperatore Giustiniano I il suo territorio entrò a far parte dei domini bizantini.

Dopo la calata, nel 568, attraverso la Valle del Vipacco nell'Italia settentrionale dei Longobardi, seguiti poi da popolazioni slave, entrò a far parte del Ducato del Friuli.
In seguito alla caduta del regno longobardo e alla sua inclusione nei domini Franchi da parte di Carlo Magno, nel 781 entrò nel Regnum Italiae affidato da Carlo al figlio Pipino; nell'803 venne istituita la Marchia Austriae et Italiae che comprendeva il Friuli, la Carinzia, la Carniola e l'Istria. Alla morte di Pipino nell'810, il territorio passò in mano al figlio Bernardo.

Con la morte di Carlo Magno nell'814, la carica imperiale passò a Ludovico I che affidò il Regno d'Italia al suo primogenito Lotario, il quale già nell'828 (dopo aver deposto Baldrico per non aver saputo difendere le frontiere orientali dagli Slavi) divise la parte orientale del Regno, ossia la Marca Orientale (o del Friuli), in quattro contee: Verona, Friuli, Carniola e Istria (comprendente il Carso e parte della Carniola interna).
In seguito al Trattato di Verdun, nell'843, il suo territorio entrò a far parte della Lotaringia in mano a Lotario I e più specificatamente dall'846 della Marca del Friuli, in mano al marchese Eberardo a cui succedettero prima il figlio Urnico e poi l'altro figlio Berengario.
Cessato il dominio franco con la deposizione di Carlo il Grosso, Berengario, divenuto re d'Italia, passò il marchesato aquileiese al suo vassallo Vilfredo che venne poi nell'895 da lui nominato marchese del Friuli e dell'Istria.
Nel 951 passò alla Marca di Verona e Aquileia; nel 952 l'imperatore Ottone I obbligò il re d'Italia Berengario II a rinunciare alle contee “Friuli et Istria”, unendole al Impero romano-germanico e subordinandole al Ducato di Baviera tenuto dal suo fratellastro Enrico I a cui successe il figlio Enrico II. Nel 976 passò al Ducato di Carinzia appena costituito dall'imperatore Ottone II.
In documenti storici, viene menzionata per la prima volta in un documento datato 28 aprile 1001 con il quale l'imperatore Ottone III donava metà del castello e del territorio di Salcano con la villa Gorizia al patriarca Giovanni II e l'altra metà al conte Variento(Werihen)/Guariento del Friuli assieme a Gorizia; la località era costituita da un castello (nominato Castellum Siliganum) e un piccolo villaggio.

Secondo la tradizione popolare, con pietre del castello si costruì la prima chiesa della zona, successivamente dedicata a Santo Stefano.
Dal 1027 il suo territorio fece parte del Patriarcato di Aquileia, che da quell'anno venne proclamato da Corrado II, nella dieta di Verona, “feudo immediato dell'impero” , venendo così tolto dalla dipendenza dei duchi di Carinzia; nel 1077 il Patriarcato venne innalzato (e costituito dall'imperatore Enrico IV) a Principato ecclesiastico di Aquileia, che ebbe influenza, mediante apposito diploma emesso lo stesso anno dall'imperatore, anche sulla marca di Carniola e sulla contea dell'Istria (quest'ultima già dal 1040 avente lo status di Marchia et Comitatus Histriae, e dal 1070 ceduta dall'imperatore a Marquardo III di Eppenstein; Marquardo III, aveva sposato Edvige o Haldemud, figlia di Wilpurga e Variento(Werihen), duca del Friuli e signore di Gorizia, dal quale ereditò le signorie isontine).

Marquardo III di Eppenstein, primo conte di Gorizia, fece costruire un primitivo maniero presso l'attuale Castello di Gorizia e vi trasferì la sua residenza da Salcano.

Col tempo i Conti di Gorizia, in quanto advocati del patriarca, acquisirono gradualmente una larga parte di tali territori, frazionati in feudi minori fra i loro ministeriali, i veri e propri strumenti di governo comitale sul Carso e la vicina Istria.
Nel Medioevo il villaggio si sviluppò attorno alla chiesa, sotto la cui giurisdizione cadeva inizialmente anche quella di Gorizia, che ebbe una propria chiesa solo nel XIV secolo. Tuttavia con il passare del tempo Gorizia si sviluppò maggiormente e già dal 1399 diventò preponderante rispetto a Salcano, il cui controllo amministrativo ed ecclesiastico passò sotto quello di Gorizia.
Nel 1500 passò alla Casa d’Asburgo, mentre nel 1512 entrò insieme alla Contea di Gorizia nel Circolo austriaco del Sacro Romano Impero, per poi far parte, dal 1754, della Contea di Gorizia e Gradisca.
Dopo il Trattato di Campoformido e al successivo Trattato di Lunéville, rimase alla Monarchia asburgica; a seguito della Convenzione di Fontainebleau si trovò a confinare lungo l'Isonzo con il Regno d'Italia napoleonico.

Con il trattato di Schönbrunn (1809) entrò a far parte delle Province Illiriche.
Col Congresso di Vienna nel 1815 rientrò in mano austriaca nel Regno d'Illiria come comune catastale autonomo. Il suo territorio comprendeva anche il Monte Santo e un pezzo della piana di Gorizia fino al torrente Corno, che includeva l'insediamento di Ponte (l'attuale Ponte del Torrione), oggi nel comune italiano di Gorizia, e Grazigna (oggi Grčna), Bianca e Russich (Rusič), oggi completamente inglobate nella città slovena di Nova Gorica. Nel 1849 passò sotto il profilo amministrativo al Litorale austriaco sempre come comune autonomo che negli anni seguenti si ingrandì assorbendo quello di Cronberg (Kronberg) (che già comprendeva al suo interno anche l'insediamento di Loke), perdendo tuttavia la parte meridionale del territorio comunale (gli insediamenti di Grazigna, Bianca e Ponte), che venne aggregata al comune di Gorizia.
In tempi più recenti, nel 1906 fu costruito il noto ponte di Salcano, un'opera mirabile in pietra a forma di arco sopra il fiume Isonzo, che rimane tuttora come il più lungo ponte di pietra intagliata del mondo.
Durante la prima guerra mondiale fu, assieme alle alture circostanti del Monte San Gabriele e del Monte Santo, luogo di scontro tra le truppe italiane e quelle austro-ungariche, in particolar modo durante la Sesta, Decima ed Undicesima battaglia dell'Isonzo.
Dopo la prima guerra mondiale fu annesso al Regno d’Italia e venne inquadrato nel Circondario di Gorizia della Provincia del Friuli. Come in epoca asburgica, il comune comprendeva le frazioni di Moncorona (Cronberg) e Locche (Loke). Nel 1927 però il comune venne soppresso e il suo territorio aggregato a quello di Gorizia. Contestualmente venne creata la nuova Provincia di Gorizia.
Fu soggetto alla Zona d'operazioni del Litorale adriatico (OZAK) tra il settembre 1943 e il maggio 1945 e tra il giugno 1945 e il 1947, trovandosi a ovest della Linea Morgan, fece parte della Zona A della Venezia Giulia sotto il controllo Britannico-Americano del Governo Militare Alleato (AMG); Salcano diventò poi parte della Repubblica Socialista Federale di Jugoslavia, mentre Gorizia restò all'Italia, venendosi così a rompere definitivamente il legame secolare che esisteva tra i due insediamenti.

## Cultura
Secondo il censimento del 1991, a Salcano il 90-91% della popolazione è di etnia slovena e parla lo sloveno come prima lingua, mentre meno dell'8% parla serbocroato. Gli abitanti nativi parlano una variante del dialetto carsico sloveno, diventato la base del dialetto che verrà poi parlato nella vicina Nova Gorica.
Nonostante la fuga della maggioranza degli italiani nel 1947, l'influenza culturale friulana è ancora presente, soprattutto nella cucina e negli usi e costumi.

## Infrastrutture e trasporti
Il centro abitato è servito dalla fermata ferroviaria di Salcano, posta sulla linea Jesenice-Trieste.